# El Motor
El Motor es una banda canadiense de indie rock. Fue formada en 2007 en la ciudad de Montreal, Quebec.

## Historia
Antes de El Motor, Pierre Alexander Bouchard y Fréderic Boivin formaban parte de otro grupo llamado Trémolo, con el cual grabaron dos discos, en 1999 y 2002.  Trémolo se desintegró un año después, dejando a Bouchard y Boivin sin grupo. Ambos decidieron crear otra banda, con otros músicos.
En 2007, El Motor firmó contrato con el sello Véga Musique, publicando en ese mismo año su álbum debut homónimo.
La agrupación colaboró en el álbum Éphémère de la cantante canadiense Louise Forestier, publicado en 2009. El Motor acompañó a la intérprete en una gira por Canadá.
Cuatro años después, en el mes de agosto, El Motor lanzó Le Mostre, su segundo álbum de estudio, ya con la discográfica Le Moteur/Label For Rent.

## Miembros
- Pierre Alexander Bouchard — voz y guitarra
- Fréderic Boivin — guitarra y teclados
- Guillaume Devin-Duclos — guitarra, teclados y programador
- Alexis Dufresne — bajo
- Pascal Gingras — batería

## Discografía
- 2007: El Motor
- 2013: Le Mostre